# Provincia di Contumazá
La provincia di Contumazá è una delle 13 province della regione di Cajamarca nel Perù. Il capoluogo è la città di Contumazá.

## Geografia antropica

### Suddivisioni amministrative
La provincia si estende per 2.070,33 km² ed è suddivisa in otto distretti:
- Contumazá
- Chilete
- Cupisnique
- Guzmango
- San Benito
- Santa Cruz de Toledo
- Tantarica
- Yonán